# Vasilij Kuzněcov
Vasilij Dmitrijevič Kuzněcov (rusky Васи́лий Дми́триевич Кузнецо́в) (7. února 1932, Kalikino - 6. srpna 2001, Moskva) byl sovětský atlet, desetibojař.

## Kariéra
Třikrát v řadě vybojoval titul mistra Evropy, což doposud nikdo jiný nedokázal. Dva tituly v řadě získali Joachim Kirst, Daley Thompson a Roman Šebrle. První titul získal na mistrovství Evropy ve švýcarském Bernu v roce 1954, kde posbíral dohromady 6 752 bodů. O čtyři roky později titul obhájil na šampionátu ve Stockholmu (7 865 bodů). Poslední, třetí zlatou medaili vybojoval v roce 1962 v Bělehradu (8 026 bodů).
Reprezentoval na letních olympijských hrách v roce 1956, 1960 a 1964. Na olympiádě v Melbourne 1956 získal bronzovou medaili, když v deseti disciplínách postupně nasbíral 7 465 bodů. Na následující letní olympiádě v Římě 1960 vybojoval druhou bronzovou medaili (7 809 bodů). V roce 1964 skončil na letních hrách v Tokiu na sedmém místě (7 569 bodů).
V roce 1959 získal na první světové letní univerziádě v Turíně zlatou medaili v pětiboji. O dva roky později již byl na univerziádě v Sofii na programu desetiboj, kde nasbíral celkově 7 918 bodů a získal zlato. Dvakrát ve své kariéře vytvořil světový rekord. 